# Coenobia rubicundipennis
Coenobia rubicundipennis är en fjärilsart som beskrevs av Embrik Strand. Coenobia rubicundipennis ingår i släktet Coenobia och familjen nattflyn. Inga underarter finns listade i Catalogue of Life.